# Plintboll
Plintboll är en bollsport som påminner om basket, men i stället för två basketkorgar används två plintar med utsedda "bollfångare". Plintboll förekommer på skolgymnastiken.

## Regler
Deltagarna delas in i två lag. På spelplanen ställer man ut två plintar, en på vardera kortändan. En utvald person ur varje lag får ställa sig på plinten som står på motståndarnas planhalva. Plintboll spelas ofta med en mjukstoppad boll. Målet är att passa bollen till egna lagets "bollfångare" på motståndarsidans plint. Lyckas man med det får laget en poäng.
Det är inte tillåtet för en spelare att springa med bollen, utan den måste passas till en medspelare. Det är heller inte tillåtet för bollfångaren på plinten att lämna plintens ovansida under spelets gång. Denne får däremot sträcka sig efter bollen. Vinner gör det lag som först uppnår förutbestämd poäng eller det lag som har flest poäng när den valfria tidsgränsen är uppnådd.
Vill man göra det lite svårare kan man lägga till regeln att man måste studsa bollen via golvet till bollfångaren på plinten för att poängen ska räknas.